# Nicolai Jonathan Meinert
Nicolai Jonathan Meinert (9. februar 1791 på Christianshavn – 26. februar 1877 sammesteds) var en dansk grosserer og politiker, far til Mathilde og Frederik Meinert.

## Handelsmand
Nicolai Jonathan Meinert var søn af renteskriver Andreas Ewald Meinert (1742-1809) og Maren Kirstine Noe (1755-1842). Faderen, som var af nordfrisisk byrd, havde ved siden af sit embede en udstrakt handelsvirksomhed og overtog 1799 sin svigerfader Chr. Noes hus, som især drev handel på Norge. Sønnen kom allerede 1804 på faderens kontor og passede, efter hans død, forretningen for moderen, indtil han 1821 helt overtog den. Om den end aldrig var meget betydelig, gav den ham dog et godt levebrød og tillod ham at samle en ret stor formue, skønt han havde ti børn og udfoldede megen godgørenhed. 1857 blev han Ridder af Dannebrog.

## Politisk virke
Sammen med vinhandler H.P. Hansen og L.N. Hvidt søgte han at skaffe handelsstanden indflydelse på det offentlige liv. Meinert beklædte forskellige borgerlige tillidshverv, var 1834-67 medlem af Grosserer-Societetets komité, 1835-39 og på ny l861-65 repræsentant i Nationalbanken; blev 1837 en af Stadens 32 mænd, 1840 borgerrepræsentant og 1847 borgerlig rådmand indtil kommunalbestyrelsens omordning 1858; 1852-58 tillige medlem af Københavns Havnebestyrelse. Som medlem af Borgerrepræsentationen stillede han 1843 forslag om, at denne forsamlings møder skulle holdes for åbne døre.
I den vågnende politiske bevægelse i 1830'erne og 1840'erne deltog han på nationalliberal side. Han var medstifter af Selskabet for Trykkefrihedens rette Brug 1832, 1843 medstifter af Selskabet for dansk Undervisnings Fremme i Nordslesvig og 1844 af den slesvigske Hjælpeforening, i hvis bestyrelse, Syvstjernen, han sad sammen med nogle af de mest fremtrædende nationalliberale ledere. 1842, 1844 og 1846 var han stænderdeputeret og var 1848 medstiller af Casino-resolutionerne. Han valgtes til medlem af flere komiteer og var 1846 ordfører for lovforslaget om fritagelse for skibsafgifter, men gjorde sig ellers ikke meget gældende i stænderforsamlingen.
Meinert søgte forgæves valg til Den Grundlovgivende Rigsforsamling 1848, men da det nationalliberale partis førere af frygt for afsættelse trak sig ud af kampen, lod han sig i oktober 1854 vælge til Landstinget. Han spillede dog ingen rolle her og blev året efter, da faren var overstået, igen trængt til side for at give plads for hine førere.
Han blev gift 6. august 1819 på Nørre Vosborg med sin søsterdatter Mette Christine Tang (4. maj 1799 på Nørre Vosborg - 6. december 1887 på Frederiksberg), datter af godsejer, kammerråd Niels Kjær Tang til Nørre Vosborg (1767-1814) og Marie Cathrine Meinert (1776-1855, gift 2. gang 1816 med stiftsprovst, senere biskop i Ribe Conrad Daniel Koefoed, 1763-1831, gift 1. gang 1793 med Sophie Dorothea Fridsch, 1776-1815).
Han døde 26. februar 1877 i det samme hus – i Strandgade på Christianshavn –, hvor han var født og havde tilbragt størstedelen af sit liv.
Han er begravet i Christians Kirke.

## Gengivelser
- Xylografi af H.P. Hansen 1888 efter forlæg dateret 1840
- Malet portræt med hustru og børn af Jørgen Roed 1872
- Fotografi af Thora Hallager 1863 (Det Kongelige Bibliotek)